# Districtul Iferhounène
Iferhounène este un district din provincia Tizi-Ouzou, Algeria.